# Cyklistická trasa 59
Cyklistická trasa 59, nebo Cyklotrasa 59, je dálková značená cyklistická trasa podél řeky Ostravice v Moravskoslezském kraji v okrese Frýdek-Místek a okrese Ostrava-město. Trasa nabízí spojení mezi Ostravou a Moravskoslezskými Beskydami. Nachází se na Moravě a v Horním Slezsku.

## Popis trasy
Trasa cyklostezky 59 vede převážně po asfaltovém povrchu, téměř celá mimo silnice a vede pěknou přírodou podél řeky Ostravice, s možností zastaveními na jídlo, koupání v řece, sportovištích, odpočívadlech. Zajímavostí jsou jezy na řece Ostravici a další technické památky. Trasa také křižuje železniční trať 323, vede přes přírodní památku Koryto řeky Ostravice a nachází se v pohořích Lysohorská hornatina (součást Moravskoslezských Beskyd) a Podbeskydská pahorkatina a nížině Ostravská pánev. V sezóně lze využít cyklobus, který jezdí mezi Ostravou a Beskydami. Trasa má délku cca 49,8 km a vede přes obce:
- Ostravice

- Frýdlant nad Ostravicí

- Pržno

- Baška

- Místek

- Sviadnov

- Žabeň

- Paskov

- Řepiště

- Vratimov - konec cesty je u rozcestníku Hrabovský most.

## Další informace
Cyklistická trasa je celoročně volně přístupná.

## Galerie

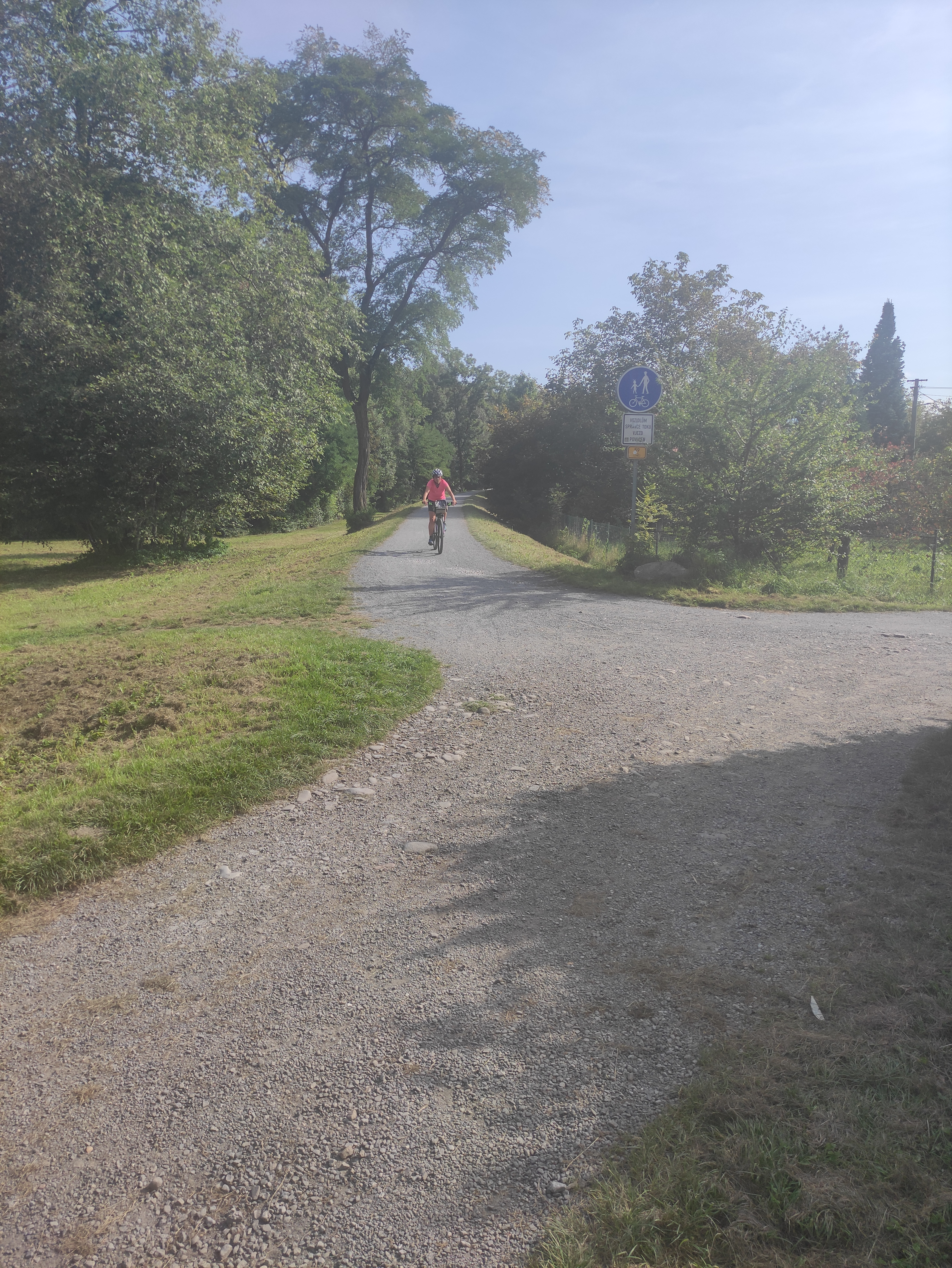
Frýdlant nad Ostravicí
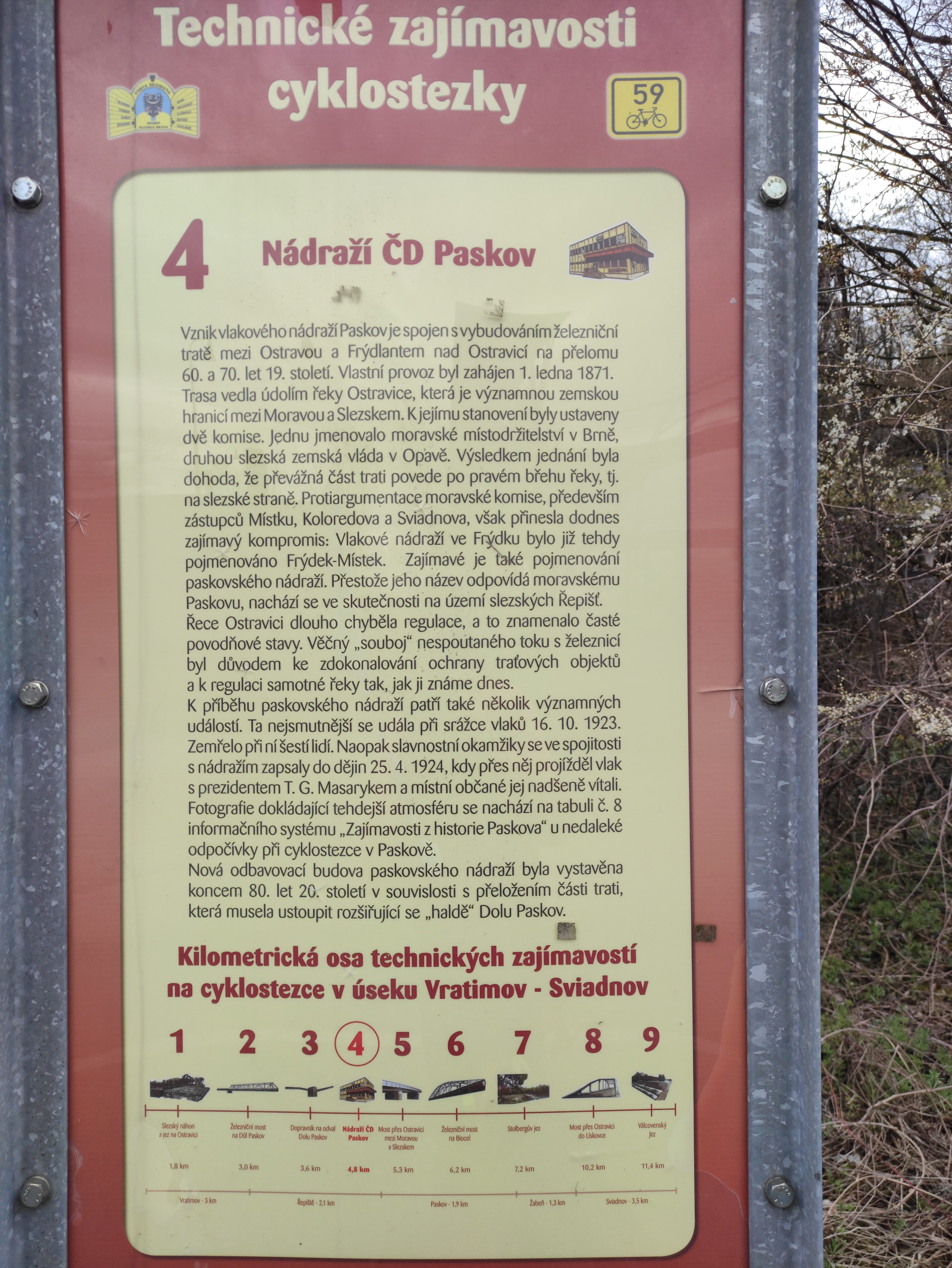
Informační panel na stezce
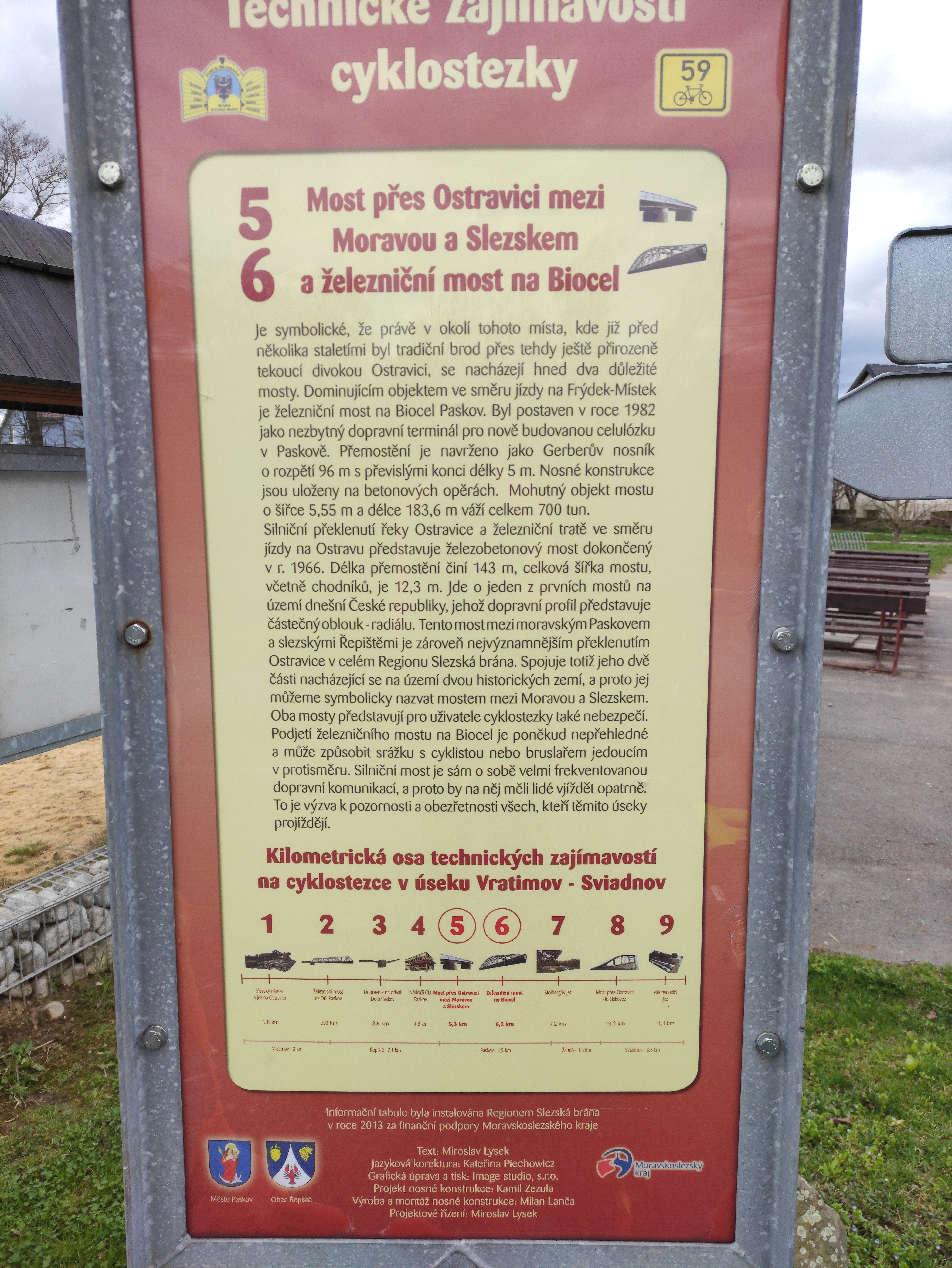
Informační panel na stezce